# La Mosca Tsé-Tsé
La Mosca Tse-Tse, o simplemente La Mosca, es una agrupación musical argentina de rock latino. En su música se encuentran géneros diversos como el ska, la cumbia argentina, el merengue, el tango, el pop, el rock y la salsa. La agrupación fue formada en el año 1995. Sus canciones reflejan los amores esporádicos, eternos y manteniendo cierta picardía en sus letras. Si bien la formación actual del grupo se consolidó en marzo de 1995, la historia de la banda se remonta a comienzos de la década de los noventa con La Reggae & Roll Band, quienes hacían covers y algunos temas propios en la zona de Ramallo. Simultáneamente existían otras bandas entre las que se destacaba Damas Gratis (no confundir con el grupo de cumbia homónimo), liderada por Guillermo Novellis.
Entre sus canciones más populares, se encuentran los éxitos: «Yo te quiero dar», «Para no verte más», «Cha-cha-cha», «Todos tenemos un amor», «Te quiero comer la boca», «Baila para mí», «Muchachos, esta noche me emborracho», que esta última fue reversionada bajo el nombre «Muchachos, ahora nos volvimos a ilusionar».

## Historia

### Primeros años de la formación

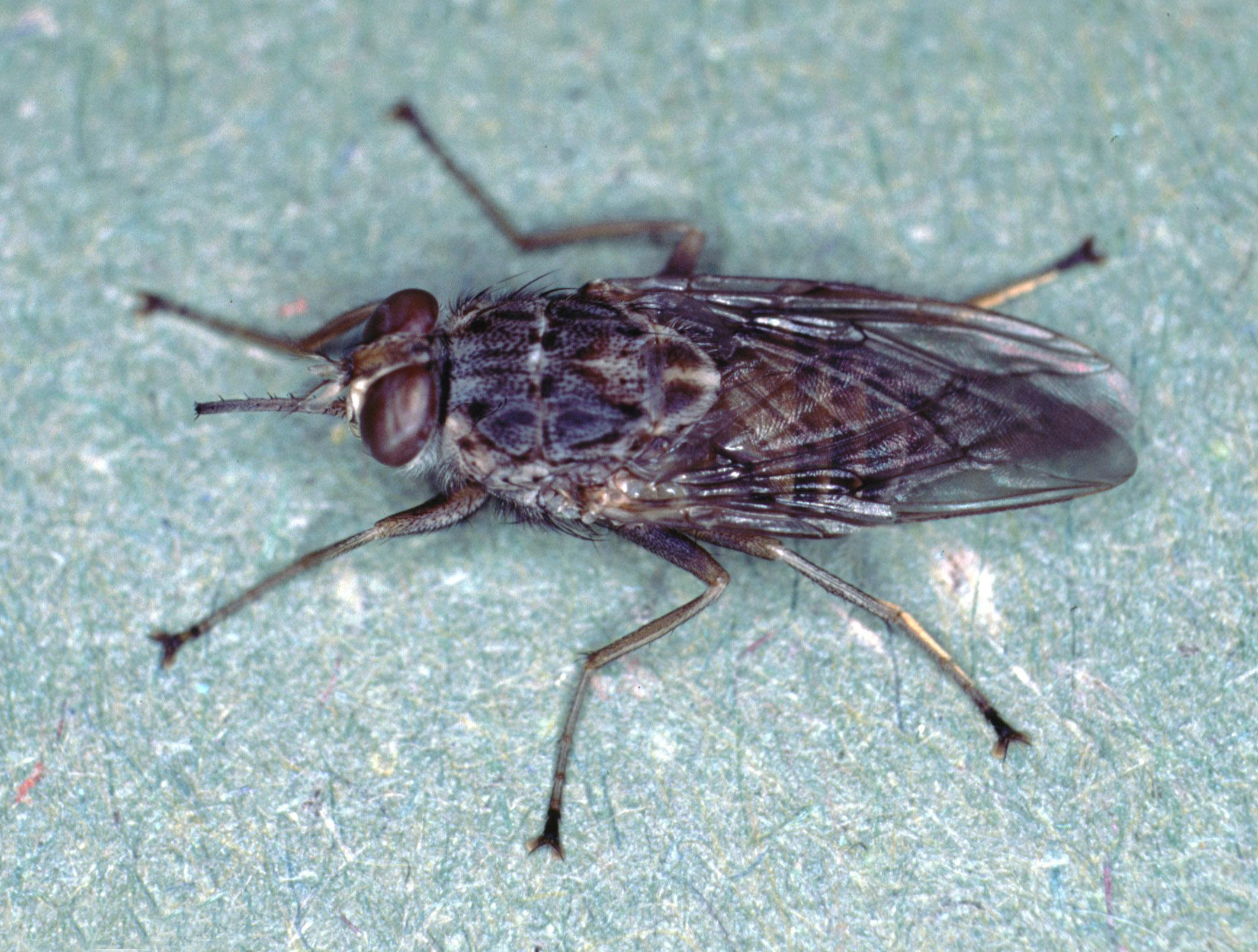
Glossina morsitans o mosca tse-tse, vectora de la enfermedad del sueño, mosca de origen africano, serviría de inspiración para el nombre de la banda.

Los primeros pasos de La Mosca surgen cuando se disuelve Damas Gratis en 1995 y Fernando Castro, que era el baterista y uno de los fundadores originales de La Reggae & Roll Band, invitó a Guillermo Novellis, un técnico electricista que recientemente había dejado de ejercer tal profesión, a tocar la guitarra, y se pusieron todos a buscar un vocalista. Como no lo consiguieron, Pablo «Chivia» Tisera, uno de los trompetistas, propuso que Guillermo fuese el cantante de la nueva formación. Pety Cortagerena, que era el guitarrista desertor, volvió y así quedó conformada la banda en marzo de 1995. 
Guillermo propuso cambiar el nombre para tomar distancia de las bandas anteriores, y aunque algunos se oponían, decidieron ponerle "La Mosca", en referencia a un juego de naipes que se juega en Villa Ramallo. En el año 1996, cuando quisieron registrarlo, se encontraron con que ya lo había hecho otra agrupación, por lo que decidieron agregarle el "tsé-tsé", en referencia a la mosca tsé-tsé de origen africano (Glossina morsitans), como la música que tocaban y al zumbido producido por dicho insecto, portador de la enfermedad del sueño.

### Primeros espectáculos

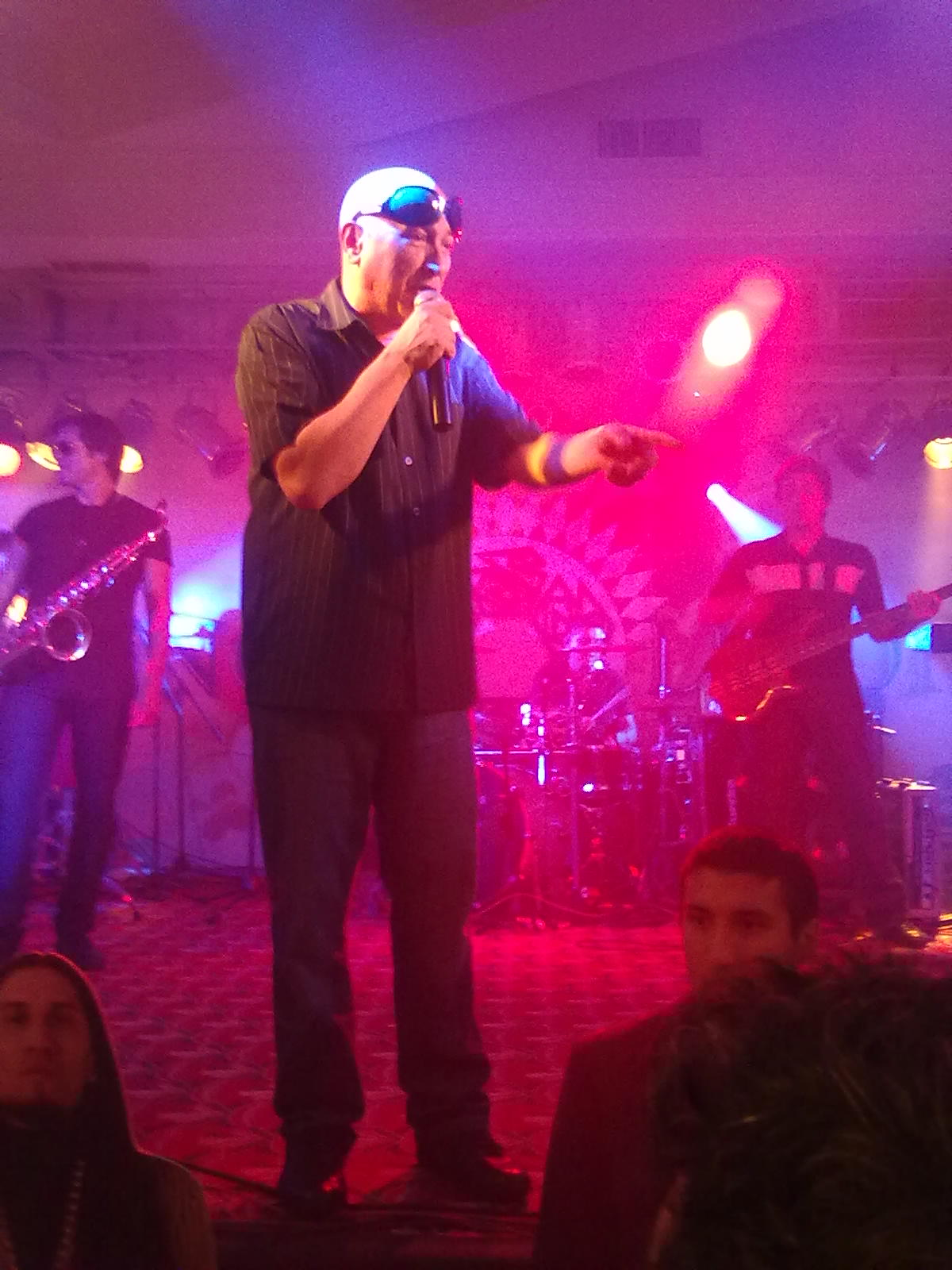
Guillermo Novellis, cantante y figura principal de la agrupación.

En diciembre de 1995, se organizó en Ramallo un espectáculo musical en el que participaron entre otros Pappo y Alcides. Luego de insistir a los organizadores, consiguieron que les permitieran participar en el show. Durante el verano de 1995 a 1996, estaban listos para grabar un demo, pero no tenían dinero, así que comenzaron a tocar por los bares y pubs de la zona. Con los shows lograron juntar lo suficiente para grabar; estaban tan bien ensayados, que grabaron y mezclaron los cuatro temas en solo doce horas.
Luego buscaron algunas direcciones en tapas CD, hicieron cinco copias en casete y Chivia viajó a Buenos Aires para entregarlos personalmente. A la semana ya tenían una propuesta de contrato de Data Pop Rock, una pequeña compañía que por ese entonces producía artísticamente a La Zimbabwe Reggae Band.
El 8 de abril de ese mismo año, firmaron un contrato y veinte días después estaban instalados en Buenos Aires, grabando su primer disco con todos los gastos pagados.
Hacia octubre de 1996, el desánimo se apoderaba de la banda que ya venía sospechando la quiebra económica de Lagash. En uno de los innumerables viajes a Buenos Aires, Marcela, hermana de Chivia, les presenta a Santiago Ruiz para que los aconsejara sobre la situación que estaban pasando. Ruiz, con bastante experiencia en el negocio de la música, aconsejó que tuvieran paciencia y que esperaran una definición de Lagash para antes de fin de año y trataran de rescindir los contratos en buenos términos.

### Primer álbum: problemas con las discográficas
El 24 de diciembre de 1996, Santiago llama a Novellis para saludarlo por las fiestas de fin de año. Cuando este lo puso al corriente de la situación con la compañía, que no les editaba el disco pero tampoco los liberaba de los contratos firmados, le pidió que si quedaban libres, lo llamaran porque le interesaba producir a la banda. Durante el verano de 1996 a 1997, tocaron bastante, ahorraron todo lo que pudieron y el dinero lo utilizaron para hacerle una oferta en efectivo a Lagash por los masters del disco y por la rescisión de todos los contratos que los vinculaban. El 8 de abril de 1997, firmaron la desvinculación definitiva con Lagash y se quedaron con el disco de su exclusiva propiedad listo para ser editado.
Con CD de difusión y carpetas con fotos y datos de la banda recorrió todas las grandes discográficas sin poder concretar con ninguna. Mientras tanto, la banda no se quedaba quieta y, a mediados de ese mismo año, comenzaron una estrategia de difusión independiente en Rosario y su zona de influencia liderada por Carlos Chaui como agente de prensa, logrando sonar y posicionarse en las principales FM de la ciudad.
Enterados por Santiago de que el material no terminaba de convencer a los directores artísticos de las compañías discográficas, Guillermo le promete que en el término de un mes compondrían y grabarían en Rosario una canción; que finalmente terminaría haciéndolo. El tema que eligieron fue «Tranquilo Venancio», lo grabaron en septiembre y lograron que EMI Odeón se interesara al escuchar el nuevo tema y aceptara editarles el disco.

### Consagración
El 4 de diciembre de 1997 firmaron los respectivos contratos en los plazos prometidos por Santiago, quien por supuesto es el representante de la banda. En marzo de 1998, tres años después de su formación, el disco de La Mosca tsé-tsé está por fin en las bateas con el nombre de Corazones antárticos. No tuvo una gran repercusión en ventas, aunque sí una buena recepción en los medios. Del que se desprende el hit. "Tranquilo Venancio" y en la actualidad cuenta con medio millón de visitas en Youtube.
En 1999 editan su segundo álbum Vísperas de carnaval que contiene el éxito «Yo te quiero dar».  Este tema tuvo amplia rotación por las radios y los canales de música de Argentina. Eso hizo que fuera escuchado por José Antonio Abellán, un productor y conductor de radio español, quien llevó a la banda a Madrid. Este álbum contó además con los cortes «Baila para mí», «Para no verte más» y «Cha cha cha».
Curiosamente, la banda gozaba de un éxito fuera de lo común en el exterior pero no en la Capital Federal. Recién después de un centenar de shows afuera lograron tocar en el Estadio Obras. Las giras incluyeron el exterior, para llegar a Los Ángeles, Nueva York, Miami, Puerto Rico, Madrid, Lisboa, Milán, México, Colombia, Venezuela.
El tercer disco de la banda Buenos Muchachos fue editado en el año 2001. Los principales temas de difusión fueron «Todos tenemos un amor», «Hoy estoy peor que ayer» y «Te quiero comer la boca».
En mayo del año 2003, lanzaron su cuarto trabajo discográfico titulado Tango latino, en simultáneo con varios países de América Latina, los Estados Unidos, Canadá y Europa.

### 2008 - presente
En el año 2008, tras cuatro años de silencio discográfico, editan la placa El regreso (la fiesta continúa), cuyo primer corte de difusión se titulaba «Las mujeres de tu vida»; el cual contaría con la participación de un cantante de reguetón llamado Don Omar. 
En el año 2011, editaron Moskids, un CD y DVD con reversiones de clásicos infantiles.
En el año 2015, la banda realizó un cover del compositor Sabú, llamado «Vuelvo a vivir, vuelvo a cantar», canción basada en la película homónima de 1971. El videoclip promocional fue grabado en el Hotel Colonial de San Nicolás, bajo la dirección de Leandro Peón y se ve a la banda tocando durante una fiesta.

### Incidente de Guillermo Novellis
El 11 de septiembre de 2015, durante un concierto en Roque Sanz Peña, una localidad de la provincia del Chaco, el vocalista de la formación Guillermo Novellis sufrió un infarto de miocardio. El cantante, tras un recital de cuarenta y cinco minutos, se descompensó y fue llevado al hospital de la capital de esa provincia, donde se lo encontró estable, y tras realizarse un cateterismo, su salud mejoró y atribuyó su episodio cardíaco a su adicción al cigarrillo. Según reveló, dejó de fumar tras el incidente.

### La canción del Mundial 2022

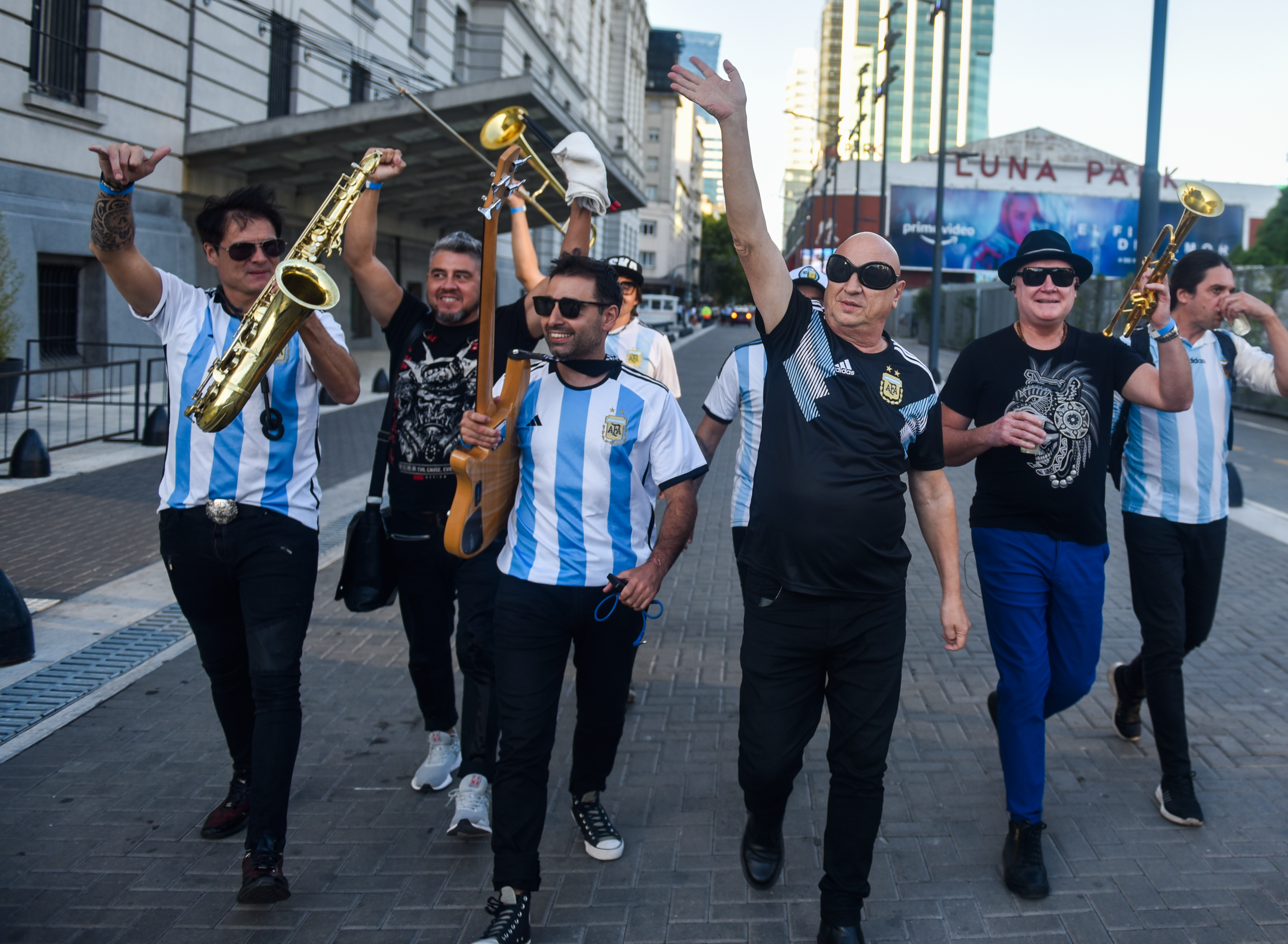
La Mosca en vísperas de la Copa Mundial de Fútbol de 2022.

En plena Copa Mundial de Fútbol de 2022 en Catar, La Mosca volvió a estar en boca de todo el país por su canción Muchachos, ahora nos volvimos a ilusionar. La canción es un típico cántico de futbol: una adaptación de una canción popular. La letra fue escrita por Fernando Romero, un docente que vive en la zona oeste del conurbano bonaerense que usó la música de la canción de La Mosca Muchachos, esta noche me emborracho del disco Tango Latino (2003). Fernando eligió esa melodía que ya la usaba la hinchada del Racing Club, club del que es hincha. La letra es un aliento a la selección de fútbol de Argentina y la escribió luego de que este equipo lograra el primer puesto en la Copa América 2021. 
En septiembre de 2021, el equipo argentino jugó contra Bolivia. Fernando y sus amigos estaban afuera del estadio y comenzaron a cantar la canción. Un cronista deportivo lo filmó y la canción comenzó a circular. Tras esto, Guillermo Novellis, cantante de La Mosca, lo contactó, lo convocó para hacer el videoclip y lo agregó como coautor. La canción fue lanzada el 11 de noviembre de 2022 y el capitán de la selección, Lionel Messi, la señaló como su favorita. A mediados de diciembre la canción subió al primer puesto de lo más escuchando en el país en la plataforma Spotify y el video cuenta con más de 30 millones de visualizaciones en YouTube.

## Miembros

### Integrantes actuales
- Guillermo Novellis (Voz, guitarra rítmica)
- Sergio Ramos (Teclados, coros)
- Martín Cardoso (Guitarra líder)
- Pablo "Chivia" Tisera (Trompeta)
- Raúl Mendoza (Trompeta, coros y percusión)
- Julio Clark (Saxo tenor)
- Marcelo Lutri (Trombón)
- Fernando Javier Castro (Batería y percusión)
- Mariano Balcarce (Percusión y coros)
- Rodrigo "Rolo" Gaeto (Bajo)

### Exintegrantes
- Omar "Machi" Borean (Piano y coros)
- Roberto Darío Cesaretti (Bajo)
- Rubén Stefano (Piano)
- Adrián Cionco (Bajo) †
- Flavio González (Bajo)

## Discografía

### Álbumes de estudio
- 1998 - Corazones antárticos
- 1999 - Vísperas de Carnaval
- 2001 - Buenos muchachos
- 2003 - Tango latino
- 2008 - El regreso (la fiesta continúa)
- 2011 - Moskids: grandes canciones para chicos
- 2024 - Muchachos

### Álbumes en vivo
- 2012 - La Mosca en el festival argentino de Miami

### Álbumes recopilatorios
- 2004 - Biszzzzes
- 2005 - Serie De Oro
- 2007 - Colección Suprema

### Sencillos
- 2014 - Socios Por Accidente
- 2015 - Vuelvo a Vivir, Vuelvo a Cantar
- 2016 - Será Tu Amor
- 2019 - El Festejo de la Vida
- 2022 - Muchachos, ahora nos volvimos a ilusionar
- 2023 - Cha Cha Cha (con Los Palmeras)
- 2024 - Todos Tenemos un Amor (con Gilberto Santa Rosa)
- 2024 - Para No Verte Más (con La Pegatina)